# John McGiver

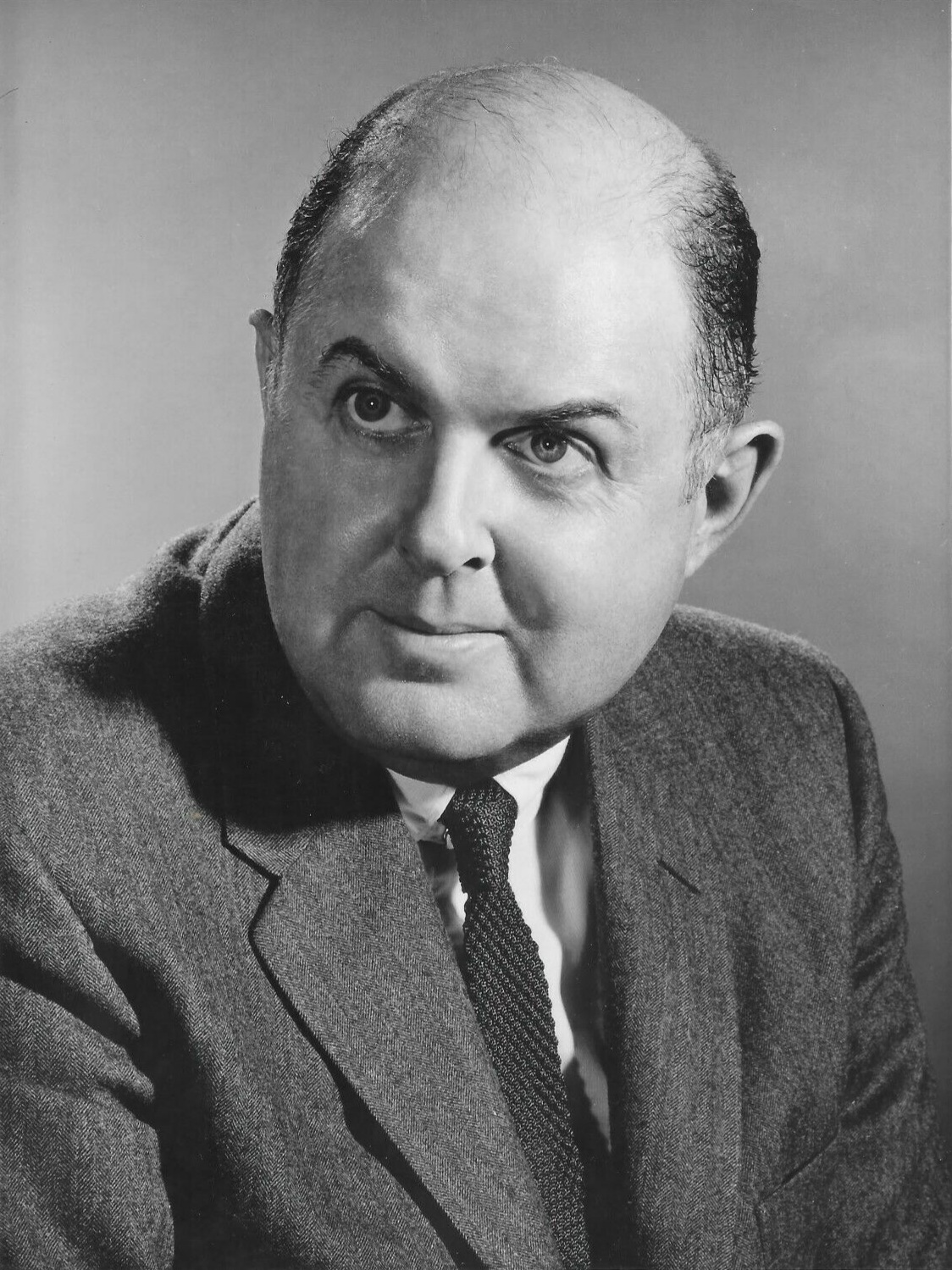
McGiver en Many Happy Returns (1964)

John McGiver (5 de noviembre de 1913 – 9 de septiembre de 1975) fue un actor estadounidense, conocido por su trayectoria cinematográfica y televisiva entre 1955 y 1975. Especializado en la interpretación de personajes pomposos y aristocráticos, burócratas y ciudadanos ingleses, destacó por su trabajo en cintas como Breakfast at Tiffany's (1961), The Manchurian Candidate (1962) y Who's Minding the Store? (1963). 

## Biografía
Su nombre completo era John Irwin McGiver y nació en Manhattan, Nueva York, en el seno de una familia de inmigrantes irlandeses. Se graduó en la Regis High School de Manhattan en 1932, y obtuvo un título de grado en inglés en la Universidad de Fordham en 1938, así como una maestría posgrado (master's degree) en la Universidad de Columbia y en la Universidad Católica de América. Gracias a esa formación fue profesor de inglés y trabajó como actor y director en el Irish Repertory Theater de Nueva York. Sin embargo, interrumpió sus actividades para alistarse en el Ejército de los Estados Unidos en 1942, sirviendo como oficial en la 7th Armored Division en Europa durante la Segunda Guerra Mundial.
Finalizada la contienda, siguió enseñando inglés y oratoria en la Christopher Columbus High School en el Bronx y trabajó de manera ocasional en el circuito de teatro Off-Broadway hasta 1955, año en el que se dedicó de pleno a la actuación.
En 1959 McGiver actuó en el episodio "The Assassin", perteneciente a la serie de la NBC Five Fingers. En 1962 fue Gramps en "The Seventh Day of Creation", una de las entregas de la serie médica de NBC The Eleventh Hour. También actuó en los episodios de Alfred Hitchcock presenta "Six People No Music" y "Fatal Figures"', así como en "Sounds and Silences", episodio de Twilight Zone. En 1971 fue artista invitado de Alias Smith and Jones (episodio "A Fistful of Diamonds"), en 1964 trabajó en la película Man's Favorite Sport?, y entre 1963 y 1964 fue visto en cinco episodios de The Patty Duke Show como J.R. Castle. Entre otras varias actuaciones para la televisión, en la temporada televisiva de 1964–1965, McGiver fue el viudo Walter Burnley en la sitcom de la CBS Many Happy Returns. 

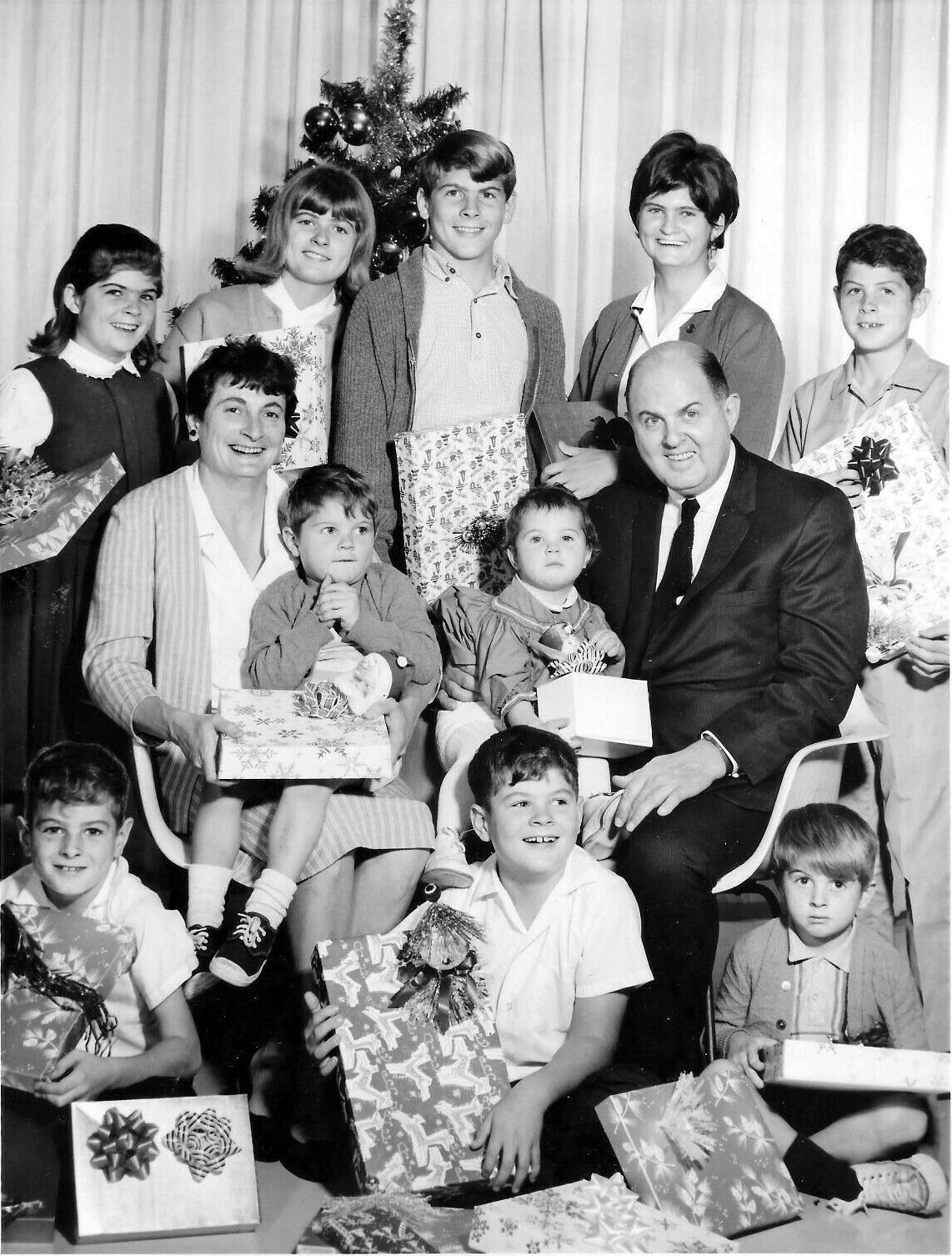
McGiver con su familia en la Navidad de 1964

McGiver se casó con Ruth Schmigelsky en 1947, permaneciendo ambos juntos hasta la muerte de él. Tuvieron diez hijos: Brigit, Maria, Terry, Basil, Clare, Oliver, Ian, Clemens, Boris, y Cornelia. Boris, el noveno hijo, siguió los pasos de su padre, siendo actor profesional desde 1987.
John McGiver, falleció en 1975, a causa de un infarto agudo de miocardio, en su casa en Fulton, Nueva York. Tenía 61 años de edad. Sus restos fueron incinerados.

## Filmografía (selección)

### Cine
- 1957 : The Man in the Raincoat
- 1957 : Love in the Afternoon
- 1958 : I Married a Woman
- 1958 : Once Upon a Horse...
- 1959 : The Gazebo
- 1961 : Love in a Goldfish Bowl
- 1961 : Breakfast at Tiffany's
- 1961 : Bachelor in Paradise
- 1962 : Mr. Hobbs Takes a Vacation
- 1962 : The Manchurian Candidate
- 1962 : Period of Adjustment
- 1962 : Trampa a mi marido
- 1962 : Something's Got to Give
- 1963 : My Six Loves
- 1963 : Johnny Cool
- 1963 : Take Her, She's Mine
- 1963 : Who's Minding the Store?
- 1964 : Man's Favorite Sport?
- 1964 : A Global Affair
- 1965 : Divorcio a la americana
- 1966 : Made in Paris
- 1966 : The Glass Bottom Boat
- 1967 : The Spirit Is Willing
- 1967 : Fitzwilly
- 1969 : Midnight Cowboy
- 1971 : Lawman
- 1973 : Arnold
- 1974 : Mame
- 1975 : The Apple Dumpling Gang

### Televisión
- 1958 y 1959 : Alfred Hitchcock presenta, episodios "Fatal Figures" y "Six People, No Music"
- 1960 : The Tab Hunter Show, episodio "My Brother, the Hero"
- 1961 : The Barbara Stanwyck Show, episodio "The Golden Acres"
- 1961 : Bonanza, episodio "Land Grab"
- 1962-1963 : McKeever And The Colonel
- 1963 y 1964 : The Twilight Zone, episodios "The Bard" y "Sounds and Silences"
- 1963 : The Lucy Show, episodio "Lucy is Kangaroo for a Day"
- 1963 y 1964 : The Patty Duke Show, 5 episodios
- 1964-1965 : Many Happy Returns
- 1964 : El fugitivo, episodio "The End Game"
- 1964 : The Beverly Hillbillies, episodio "Granny Versus the Weather Bureau"
- 1965 : The Dick Van Dyke Show, episodio “See Rob Write, Write Rob Write”
- 1965 : The Rogues
- 1965 : Viaje al fondo del mar, episodio "The X Factor"
- 1966 : Gidget, episodio "One More for the Road"
- 1966 : El agente de CIPOL, episodio "The Birds and the Bees Affair"
- 1966 : Mi bella genio, episodio "Jeannie Breaks the Bank"
- 1966 : La isla de Gilligan, episodio "Man With a Net"
- 1966 : Honey West, episodio "Mr Brillig"
- 1967 : Mister Terrific
- 1967 : The Wild Wild West, episodio "The Night of the Turncoat"
- 1968 : El Gran Chaparral, episodio "Ebenezer"
- 1971 : Bewitched, episodio "Mother-in-Law of the Year"
- 1971-1972 : The Jimmy Stewart Show
- 1971 : Alias Smith and Jones, episodio "A Fistful of Diamonds"
- 1974 : Twas the Night Before Christmas
- 1975 : Ellery Queen, episodio "The Adventure of Miss Aggie's Farewell Performance"

## Teatro en el circuito de Broadway (selección)
- 1960 : A Thurber Carnival
- 1969-1970 : The Front Page